# Гомзин, Иван Григорьевич
Иван Григорьевич Гомзин (1784—1831) — русский архитектор, академик и профессор Императорской Академии художеств.

## Биография
Иван Гомзин родился 14 июня 1784 года в семье новгородского священника. Был принят в воспитанники Императорской Академии художеств в 1795 году и, пройдя в ней полный курс по разряду архитектуры, был выпущен из неё в 1807 году с большой золотой медалью, полученной Гомзиным за исполнение конкурсной программы «Проект судебных мест для столичного города».
Вскоре после окончания учёбы И. Г. Гомзин поступил на службу архитектором при Адмиралтействе.
В 1811 году он был удостоен звания академика ИАХ за чертежи и сметы «на важное здание, предприемлемое к построению генерал-майором А. П. Ермолаевым в его деревне», а три года спустя Гомзин занял в академии должность адъюнкт-профессора.
В 1831 году Иван Григорьевич Гомзин был произведён в звание профессора 2-й степени, но 21 июня того же года скоропостижно скончался.
И. Гомзин был известен в Санкт-Петербурге как опытный зодчий, на счету которого в столице Российской империи было несколько значительных казенных и частных построек. Также он участвовал в перестройке прежней адмиралтейской крепости в новое здание Адмиралтейства.
Среди его многочисленных учеников были, в частности, Николай Леонтьевич Бенуа и Михаил Антонович Тамаринский.